# Fatehpur Sikri
Fatehpur Sikri (hindi: [ˈfətɛɦpʊɾ ˈsiːkɾiː]) je mesto v okrožju Agra v Utar Pradeš v Indiji. Fatehpur Sikri, ki leži 35,7 kilometrov od sedeža okrožja Agra, je bil kot prestolnica Mogulskega cesarstva leta 1571 ustanovljen s strani cesarja Akbarja, ki je to vlogo opravljal od leta 1571 do 1585, ko ga je Akbar zapustil zaradi kampanjo v Pandžabu in je bila kasneje leta 1610 popolnoma opuščena.
Ime mesta izhaja iz vasi Sikri, ki je prej zasedala to lokacijo. Izkopavanja Indijskega arheološkega zavoda (ASI) med letoma 1999 in 2000 so pokazala, da so bila tukaj stanovanja, templji in trgovska središča, preden je Akbar zgradil svojo prestolnico. Regijo so po svoji širitvi naselili Sungasi. Od 7. do 16. stoletja pred našim štetjem do bitke pri Khanvi (1527) so ga nadzorovali radžputi Sakarvar.
Pred tem je na tem mestu obstajal Khanqah šejka Salima Čištija. Akbarjev sin Džahangir se je leta 1569 rodil v vasi Sikri njegovi najljubši ženi Mariam-uz-Zamani in tistega leta je Akbar začel graditi versko naselje v spomin na šejka, ki je napovedal rojstvo. Po Džahangirjevem drugem rojstnem dnevu je tukaj začel graditi obzidano mesto in cesarsko palačo. Mesto je postalo znano kot Fatehpur Sikri, 'Mesto zmage', po Akbarjevi zmagoviti akciji v Gudžaratu leta 1573.
Po zasedbi Agre leta 1803 je Vzhodnoindijska družba tu ustanovila upravno središče in tako je ostalo do leta 1850. Leta 1815 je markiz Hastings odredil popravilo spomenikov v Sikriju.
Zaradi njegovega zgodovinskega pomena kot prestolnice mogulskega imperija in izjemne arhitekture je bil Fatehpur Sikri leta 1986 nagrajen s statusom Unescove svetovne dediščine.

## Zgodovina
Arheološki dokazi kažejo na poselitev regije od obdobja poslikane sive keramike. Po mnenju zgodovinarja Syeda Ali Nadeema Rezavija je regija cvetela pod vladavino Sunga in nato pod Sikarvar Radžputov, ki so zgradili trdnjavo, ko so nadzorovali območje od 7. do 16. stoletja, do bitke pri Khanva (1527). Območje je kasneje prišlo pod vladavino Delhijskega sultanata in na tem mestu je bilo zgrajenih veliko mošej, ki so se povečale v obdobju dinastije Khaldži.
Novinar Agre Bhanu Pratap Singh je na podlagi izkopavanj indijskega Arheološkega zavoda (ASI) v letih 1999–2000 v Čabeli Tili dejal, da starinski deli, kipi in strukture vsi kažejo na izgubljeno »kulturo in versko mesto«, pred več kot 1000 leti. »Izkopavanja so prinesla bogat pridelek džainističnih kipov, na stotine, vključno s temeljnim kamnom templja z datumom. Tisoč let stari kipi Bhagvan Adi Natha, Bhagvan Rišabh Natha, Bhagvan Mahavirja in Džain Yakšinija«, je dejal Swarup Chandra Džain, višji vodja skupnosti Džain. Zgodovinar Sugam Anand navaja, da obstajajo dokazi o bivališčih, templjih in trgovskih središčih, še preden ga je Akbar postavil za svojo prestolnico. Navaja, da je Akbar uporabil odprt prostor na grebenu za gradnjo svoje prestolnice.
Toda preden si je Akbar prisvojil mesto za svoje glavno mesto, sta njegova predhodnika Babur in Humajun naredila veliko za preoblikovanje mestne ureditve Fatehpur Sikrija. Attilio Petruccioli, učenjak za islamsko arhitekturo in profesor krajinske arhitekture na Politehnični univerzi v Bariju v Italiji ugotavlja, da so »Babur in njegovi nasledniki« želeli »pobegniti stran od hrupa in zmede Agre [in] zgraditi neprekinjeno zaporedje vrtov na prostem levem bregu Jamune, povezani tako z ladjo kot po kopnem.« Petruccioli dodaja, da ko si zamislimo takšne eskapistične krajine, spomenik postane organizacijski element mesta na splošno, deloma zaradi svoje usmerjenosti na pomembno lokacijo in deloma zaradi svoje velikosti. Buland Darvaza je bil eden takih organizacijskih elementov, ki se je na višini 54 m dvigal nad mestom in je zdaj eden najbolj prepoznavnih mogulskih spomenikov v državi.
Kraj je bil zelo všeč Baburju, ki ga je imenoval Šukri (Hvala), po njegovem velikem jezeru, ki so ga uporabljale mogulske vojske. Annette Beveridge je v svojem prevodu Baburnama zapisala, da Babur kaže Šikri na Šukri. Po svojih spominih je Babur tukaj zgradil vrt, imenovan 'Vrt zmage', potem ko je premagal Rana Sangho na njegovem obrobju. Humajun-Nama Gulbadana Beguma opisuje, da je na vrtu zgradil osmerokotni paviljon, ki ga je uporabljal za sprostitev in pisanje. V središču bližnjega jezera je zgradil veliko ploščad. Baoli obstaja na dnu skalne strmine približno kilometer od Hiran Minarja. To je bilo verjetno prvotno mesto znanega epigrafa v spomin na njegovo zmago.
Abul Fazl zapiše Akbarjeve razloge za ustanovitev mesta v Akbarnami: »Ker sta bila njegova vzvišena sinova (Salim in Murad) rojena v Sikriju in se je tam polastil bogovedni duh šejka Salima, je njegovo sveto srce želelo dati zunanji sijaj temu kraju, ki je imel duhovno veličino. Zdaj, ko so njegova znamenja prispela na ta kraj, je bil njegov nekdanji načrt pospešen in izdan je bil ukaz, da morajo nadzorniki zadev postaviti vzvišene stavbe za posebno uporabo šahinšaha.«
Akbar je ostal brez dedičev do leta 1569, ko se je leta 1569 v vasi Sikri rodil njegov sin, ki je postal znan kot DŽahangir. Akbar je začel graditi versko naselje v čast svetniku šejku Salimu Čisti, ki je napovedal rojstvo Džahangirja. Po Džahangirjevem drugem rojstnem dnevu je začel graditi obzidano mesto in cesarsko palačo, da bi verjetno preizkusil sinovo vzdržljivost. Z gradnjo svoje prestolnice se je Akbar povezal s tem priljubljenim sufijskim redom in s to pripadnostjo legitimiziral svojo vladavino.
Mesto je bilo ustanovljeno leta 1571 in je dobilo ime po vasi Sikri, ki je prej zasedala to mesto. Buland Darvaza so bila zgrajena v čast njegove uspešne kampanje v Gudžaratu, ko je mesto postalo znano kot Fatehpur Sikri - 'mesto zmage'. Akbar je mesto zapustil leta 1585, ko se je odšel borit v kampanjo v Pandžabu. Kasneje je bilo do leta 1610 popolnoma opuščeno. Razlog za opustitev je običajno naveden kot okvara oskrbe z vodo, čeprav je bil razlog morda tudi Akbarjeva izguba zanimanja, saj je bil zgrajen izključno na njegovo muho. Ralph Fitch ga je opisal takole: »Agra in Fatehpore Sikri sta dve zelo veliki mesti, obe sta veliko večji od Londona in zelo naseljeni. Med Agro in Fatehporejem je 12 milj (Kos) in vsa pot je tržnica z živili in druge stvari, tako polno, kot da bi bil človek še vedno v mestu, in toliko ljudi, kot bi bil človek na trgu.«
Akbar je mesto obiskal le enkrat leta 1601, potem ko ga je zapustil. William Finch, ki ga je obiskal 4–5 let po Akbarjevi smrti, je izjavil: »Vse je uničeno«, je zapisal, »leži kot puščava«. Med epidemijo bubonske kuge od 1616 do 1624 je Džahangir ostal tri mesece leta 1619. Nekaj časa je ostal tukaj Muhamad Šah in popravila so se znova začela. Vendar pa so se s propadom Mogulskega cesarstva razmere v stavbah poslabšale.
Med preganjanjem bataljonov Daulat Rao Sindhia oktobra 1803 je Gerard Lake pustil najbolj okorno prtljago in oblegovalne topove v mestu. Po zasedbi Agre leta 1803 so Angleži tu ustanovili upravno središče in tako je ostalo do leta 1850. Leta 1815 je markiz Hastings odredil popravilo spomenikov v Sikriju in Sikandri. Mesto je bilo od leta 1865 do 1904 občina, kasneje pa je postalo uradno območje. Leta 1901 je v njem živelo 7147 prebivalcev.

## Arhitektura
Fatehpur Sikri leži na skalnatem grebenu, dolgem 3 kilometre in širokem 1 km, mesto palače pa je obdano s 6 km dolgim obzidjem na treh straneh, četrto pa meji na jezero. Mesto je na splošno organizirano okoli tega 40 m visokega grebena in pada približno v obliki romba. Splošna postavitev talnih struktur, zlasti »neprekinjen in kompakten vzorec vrtov ter storitev in objektov«, ki je zaznamoval mesto, vodi urbane arheologe do zaključka, da je bil Fatehpur Sikri zgrajen predvsem zato, da bi svojim slavnim prebivalcem omogočil prosti čas in razkošje.
Dinastična arhitektura se je zgledovala po oblikah in slogih Timuridov. Mesto je bilo zgrajeno masivno in po možnosti z rdečim peščenjakom. V njegovem arhitekturnem besednjaku in dekorju palač so tudi vidni Gudžaratski vplivi. Arhitektura mesta odraža tako hindujsko kot muslimansko obliko domače arhitekture, ki je bila takrat priljubljena v Indiji. Izjemna ohranjenost teh prvotnih prostorov omogoča sodobnim arheologom, da rekonstruirajo prizore mogulskega dvornega življenja in bolje razumejo hierarhijo kraljevih in plemiških prebivalcev mesta.
Do njega se dostopa skozi vrata vzdolž 6,0 km dolgega zidu trdnjave, in sicer skozi Delhijska vrata, Vrata Lal, Vrata Agra in Birbalova vrata, Vrata Čandanpal, Vrata Gvalior, Vrata Tehra, Vrata Čor in Vrata Adžmeri. Palača vsebuje poletno palačo in zimsko palačo za kraljico Mariam-uz-Zamani, splošno znano kot džodha Bai.
Nekatere pomembne STAVbe v tem mestu, tako verske kot posvetne, so:
- Buland Darvaza: postavljena v južno steno kongregacijske mošeje, Buland Darwaza v Fatehpur Sikriju je visoka 54 metrov (177 ft) od tal in postopoma prehaja v človeško merilo v notranjosti. Vrata so bila dodana približno pet let po dokončanju mošeje c. 1576-1577 kot slavolok zmage v spomin na Akbarjevo uspešno kampanjo v Gujaratu. V oboku ima dva napisa, od katerih se eden glasi: "Isa, Mariamin sin je rekel: Svet je most, pojdite čez njega, a na njem ne gradite hiš. Kdor upa eno uro, lahko upa na večnost. svet zdrži le eno uro. Preživite jo v molitvi, kajti ostalo je nevidno."

Osrednji portik obsega tri obokane vhode, pri čemer je največji, v središču, lokalno znan kot Podkvasta vrata, po navadi, da na velika lesena vrata pribijajo podkve za srečo. Zunaj velikanskih stopnic Buland Darwaza na levi je globok vodnjak.
- Petkova mošeja: je kongregacijska mošeja, in je bila morda ena prvih stavb, ki so bile zgrajene v kompleksu, saj njen epigraf navaja leto 979 AH (1571–72) kot datum njenega dokončanja, z ogromnim vhodom na dvorišče so Buland Darvaza dodana približno pet let pozneje. Zgrajena je bila na način indijskih mošej, z ivani okoli osrednjega dvorišča. Posebnost je vrsta čhatrija (paviljon, okrašeno kupolo) nad svetiščem. V vsakem od sedmih obokov so trije mihrabi, medtem ko je veliki osrednji mihrab pokrit s kupolo, okrašen je z vložkom iz belega marmorja, v geometrijskih vzorcih.
- Grobnica Salima Čištija: grobnica sufijskega svetnika Salima Čištija (1478–1572), obdana z belim marmorjem, znotraj sahna (dvorišče) Petkove mošeje. Enonadstropna stavba je zgrajena okoli osrednje kvadratne komore, znotraj katere je grob svetnika, pod okrašenim lesenim baldahinom in mozaikom iz biserne matice. Obdaja ga pokrit prehod za obhod, z izklesanimi džali, kamnitimi preluknjanimi zasloni vse naokrog z zapleteno geometrijsko zasnovo in vhodom na jugu. Na grobnico je vplival zgodnejši mavzolej iz zgodnjega 15. stoletja iz obdobja sultanata Gudžarat. Druge osupljive značilnosti grobnice so kačasti nosilci iz belega marmorja, ki podpirajo poševne napušče okoli parapeta. Na levi strani grobnice, na vzhodu, stoji grobnica iz rdečega peščenjaka Islama Kana I., sina šejka Badrudina Čištija in vnuka šejka Salima Čištija, ki je med vladavino Džahangirja postal general v mogulski vojski. Grobnica je na vrhu s kupolo in šestintridesetimi majhnimi kupolastimi čatriji in vsebuje številne grobove, nekateri neimenovani, vsi moški potomci šejka Salima Čištija.
- Divan-i-Aam: ali dvorana javnega občinstva je tipologija stavb, ki jo najdemo v mnogih mestih, kjer se vladar sreča s širšo javnostjo. V tem primeru je paviljonu podobna večplastna pravokotna struktura, ki gleda na velik odprt prostor. Jugozahodno od Divan-i-Ama in poleg hiše turške sultanije stojijo turške kopeli.
- Divan-i-Khas: ali dvorana za zasebno avdienco je navadna kvadratna stavba s štirimi čatriji na strehi. Vendar pa je znana po svojem osrednjem stebru, ki ima kvadratno osnovo in osmerokotno gred, oba izrezljana s pasovi geometrijskih in cvetličnih motivov, poleg tega njegovih šestintrideset kačastih nosilcev podpira krožno ploščad za Akbarja, ki je povezana z vsakim vogalom stavbe v prvem nadstropju, s štirimi kamnitimi hodniki. Tukaj je imel Akbar predstavnike različnih religij, ki so razpravljali o svojih verah in imeli zasebno avdienco.
- Ibadat Khana: (Hiša bogoslužja) je bila zborna hiša, ki jo je leta 1575 n. št. zgradil mogulski cesar Akbar, kjer je Akbar položil temelje nove sinkretistične vere Din-e-Ilahi.
- Anup Talao: Anup Talao je zgradil Radža Anup Singh Sikarvar. Okrasni bazen z osrednjo ploščadjo in štirimi mostovi, ki vodijo do njega. Nekatere pomembne stavbe kraljeve enklave ga obkrožajo, vključno z Khvabgah (Hiša sanj), Akbarjeva rezidenca, Panč Mahal, petnadstropna palača, Divan-i-Khas (dvorana za zasebno avdienco), Ankh Mičauli in astrologov sedež v jugozahodnem kotu dvorišča Pačisi.
- DŽodha Bai Mahal: Kraj bivanja Akbarjeve ljubljenke in glavne radžputske žene Mariam-uz-Zamani, splošno znane kot Džodha Bai, kaže vpliv Radžputov in je zgrajen okoli dvorišča, pri čemer je posebna pozornost namenjena zagotavljanju zasebnosti. Ima tudi hindujski tempelj in tulsi math, ki ga njegova hindujska žena uporablja za čaščenje. Ta palača je bila notranje povezana z Akbarjevim khavabgah.
- Naubat Khana: Znan tudi kot Naqar Khana, kar pomeni 'hiša bobnov', kjer je glasbenik z bobni naznanil prihod cesarja. Stoji pred vrati Hathi Pol ali Slonovimi vrati, južnim vhodom v kompleks, kar nakazuje, da je bil cesarski vhod.
- Dvorišče Pačisi: polje, označeno kot velika družabna igra, predhodnica sodobne igre Ludo, kjer so ljudje služili kot igralne figure. Čeprav mnogi zgodovinarji trdijo, da je bilo zgrajeno v 17. stoletju.
- Panch Mahal: petnadstropna palačna stavba, pri čemer se nadstropja postopoma zmanjšujejo, vse do končnega, ki je enojni čatri z veliko kupolo. Prvotno preluknjani kamniti zasloni so gledali na fasado in verjetno delili tudi notranjost, kar nakazuje, da je bila zgrajena za dvorne dame. Tla so podprta z zapleteno izrezljanimi stebri na vsaki ravni, skupaj 176 stebrov.
- Birbalova hiša: Hiša Akbarjevega najljubšega ministra, ki je bil hinduist. Pomembne značilnosti stavbe so vodoravni nagnjeni senčniki ali čadžas in nosilci, ki jih podpirajo.
- Hiran Minar: ali Slonov stolp je okrogel stolp, prekrit s kamnitimi izboklinami v obliki slonjih oklov. Tradicionalno velja, da je bil postavljen kot spomenik najljubšemu slonu cesarja Akbarja. Vendar pa je bil verjetno uporabljen kot izhodišče za naslednje miljnike.[21]

Druge stavbe so Taksal (kovnica), Daftar Khana (Urad za evidence), Karkhana (kraljeva delavnica), Khazana (Zakladnica), Hamam (kopeli), Daroghine četrti, hlevi, karavanseraj, Hakimova četrt itd.

## Demografija
Po indijskem popisu leta 2011 je Fatehpur Sikri imel skupno 32.905 prebivalcev, od tega 17.392 moških in 15.513 žensk. V starostni skupini od 0 do 6 let je bilo 5139 prebivalcev. Skupno število pismenih v Fatehpur Sikriju je bilo 17.236, kar je predstavljalo 52,4 % prebivalstva s pismenostjo moških 60,4 % in pismenostjo žensk 43,4 %. Dejanska stopnja pismenosti prebivalstva 7+ v Fatehpur Sikriju je bila 62,1 %, od tega je bila stopnja pismenosti moških 71,6 % in stopnja pismenosti žensk 51,4 %. Prebivalstvo vpisanih kast in vpisanih plemen je bilo 4110. Fatehpur Sikri je imel leta 2011 4936 gospodinjstev.

### Jezik
Po popisu leta 2011 se je 98,81 % ljudi opredelilo kot govorci hindijščine in 1,04 % kot govorci brajbhaša.

## Galerija
- Buland Darvaza
- Buland Darvaza z zadnje strani.
- Kraljeva vrata
- Palača  Akbarjeve žene, kraljice Mariam-uz-Zamani
- Divan-i-Khas
- Kuhinja Mariam-uz-Zamani
- Akbarjev haremski kompleks
- Panoramski pogled na palačo Fatehpur Sikri